# الختان وفيروس المناعة البشري
الختان وفيروس المناعة البشري: ختان الذكور يقلل من خطر انتقال فيروس نقص المناعة البشرية من النساء إلى الرجال. في عام 2011، ذكرت منظمة الصحة العالمية  وبرنامج الأمم المتحدة المشترك المعني بفيروس نقص المناعة البشرية متلازمة نقص المناعة المكتسب (الإيدز) أن ختان الذكور يعد تدخلاً فعالاً للوقاية من فيروس نقص المناعة البشرية إذا قام به أخصائيون طبيون في ظروف آمنة. تنص مراكز مكافحة الأمراض والوقاية منها في الولايات المتحدة  على أن الختان يقلل من خطر إصابة الرجل بفيروس نقص المناعة البشرية وغيره من الأمراض المنقولة جنسياً من شريك أنثى مصاب. وجد التحليل للبيانات التي تم الحصول عليها  من 15 دراسة قائمة على أن  الرجال الذين مارسوا الجنس مع الرجال «أدلة غير كافية على أن ختان الذكور يحمي من الإصابة بفيروس نقص المناعة البشرية أو غيره من الأمراض المنقولة بالاتصال الجنسي. يقر  مركز السيطرة على الأمراض أنه» لا توجد حتى الآن بيانات مقنعة للمساعدة في تحديد ما إذا كان ختان الذكور سيكون له أي تأثير على خطر الإصابة بفيروس نقص المناعة البشرية للرجال الذين يمارسون الجنس الشرجي إما مع شريك من الإناث أو الذكور، إما كشريك مدمّن.
الرجال الذين  يمارسون العلاقات الجنسية من نفس الجنس: في عام 2008، وجد التحليل للمثليين ومزدوجي الميل الجنسيين (52٪ من الختان) أن معدل الإصابة بعدوى فيروس العوز المناعي البشري لم يكن أقل بين الرجال الذين تم ختانهم  بالنسبة للرجال الذين يمارسون الجنس  بشكل أساسي ولم يلاحظ أي تأثير. ظهرت الدراسات المشمولة في التحليل  التي أجريت قبل إدخال العلاج المضاد للفيروسات  النشيطة للغاية في عام 1996 تأثيرًا وقائيًا على الرجال الذين يمارسون الجنس مع الرجال الذين تم ختانهم ضد عدوى فيروس العوز المناعي البشري. 
البرامج:
في عام 2011، منح برنامج الأمم المتحدة المشترك المعني بفيروس نقص المناعة البشرية / الإيدز الأولوية لـ14 دولة من البلدان التي ترتفع فيها معدلات الإصابة بفيروس نقص المناعة البشري في شرق وجنوب أفريقيا، وذلك بهدف ختان 80٪ من الرجال (20.8 مليون) بحلول نهاية عام  2016
وبالتوازي مع ذلك، طورت منظمة الصحة العالمية إطار عمل لتقييم تقنيات الختان الجديدة الأكثر بساطة، والتي أعطت زخماً لتطوير جهازين جديدين يجري توسيعهما حاليًا في البلدان الـ 14التي  يرتفع فيا  انتشار فيروس نقص المناعة البشري وتم ختان 14.5 مليون ذكر حتى نهاية عام 2016. تدعو خطة المسار السريع لبرنامج الأمم المتحدة المشترك المعني بفيروس نقص المناعة البشري  / متلازمة نقص المناعة المكتسب (الإيدز) لإنهاء وباء الإيدز بحلول عام 2030 إلى 25 مليون ختان إضافي في هذه البلدان ذات الأولوية العليا بحلول عام 2020، مما سيتطلب 5 ملايين إجراء سنويًا، أي ما يقرب من ضعف المعدل الحالي. 
للوصول إلى هذا الهدف، يعتمد برنامج الأمم المتحدة المشترك لمكافحة الإيدز على التقدم في تقنيات الختان. 
يجب على الرجال المختونين حديثًا الامتناع عن ممارسة النشاط الجنسي حتى تلتئم الجروح تمامًا. قد يكون لدى بعض الرجال المختونين شعور زائف بالأمان يمكن أن يؤدي إلى زيادة السلوك الجنسي المحفوف بالمخاطر. 
اليه العمل:
تدعم الأدلة التجريبية النظرية القائلة بأن خلايا لانجرهانز (جزء من نظام المناعة البشري) في القلفة قد تكون مصدر دخول لفيروس نقص المناعة البشرية. إزالة القلفة يزيل نقطة الدخول الرئيسية لفيروس نقص المناعة البشري. 
المجتمع والثقافة: 
يختلف انتشار الختان عبر أفريقيا. أجريت دراسات لتقييم مقبولية تشجيع الختان؛ في عام 2007، جرت مشاورات وتخطيط قطريان لتوسيع نطاق برامج ختان الذكور في بوتسوانا وكينيا وليسوتو وملاوي وموزمبيق وناميبيا ورواندا وجنوب أفريقيا وسوازيلند وأوغندا وتنزانيا وزامبيا وزيمبابوي. 
وجد فريق الخبراء التابع لبرنامج الأمم المتحدة المشترك المعني بفيروس نقص المناعة البشرية / متلازمة نقص المناعة المكتسب (الإيدز) / منظمة الصحة العالمية / سكيما بشأن نمذجة تأثير وتكلفة ختان الذكور للوقاية من فيروس نقص المناعة البشرية «فوائد كبيرة» للختان في الأماكن التي ترتفع فيها معدلات الإصابة بفيروس نقص المناعة البشرية ومعدل انتشار الختان المنخفض. قدرت المجموعة أنه «يتم تجنب الإصابة بفيروس نقص المناعة البشرية لكل خمسة إلى 15 عملية ختان للذكور يتم إجراؤها، وتكاليف تجنب الإصابة بفيروس نقص المناعة البشرية تتراوح بين 150 دولارًا و 900 دولارًا أمريكيًا باستخدام أفق زمني يبلغ 10 أعوام». ذكرت منظمة الصحة العالمية أن الختان «فعال للغاية من حيث التكلفة» بالمقارنة مع تدخلات فيروس نقص المناعة البشرية الأخرى عند استخدام بيانات من تجربة جنوب إفريقيا، ولكنها أقل فعالية من حيث التكلفة عند استخدام بيانات من التجربة الأوغندية.